# Clare Adamson

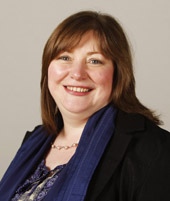
Clare Adamson

Clare Adamson (* 1. August 1967 in Motherwell) ist eine schottische Politikerin und Mitglied der Scottish National Party (SNP).

## Leben
Im Alter von sieben Jahren zog Adamson mit ihrer Familie von Motherwell nach Wishaw, wo sie aufwuchs. Sie besuchte die Glasgow Caledonian University und schloss als Bachelor im Bereich Informatik ab. Anschließend war Adamson zunächst 15 Jahre in diesem Bereich tätig und wechselte 2002 in die Wahlkampfmannschaft der SNP. Seit 2007 ist sie Ratsmitglied von North Lanarkshire.

## Politischer Werdegang
Bei den Unterhauswahlen 2010 kandidierte Adamson für den Wahlkreis Lanark and Hamilton East, für den ihr Parteikollege John Wilson bei den vorigen Wahlen vergeblich angetreten war. Adamson erhielt zwar die zweithöchste Stimmenanzahl, konnte sich damit aber nicht gegen den Labour-Kandidaten Jimmy Hood durchsetzen und verpasste damit den Einzug in das Britische Unterhaus. Zu den Schottischen Parlamentswahlen 2011 kandidierte Adamson für den Wahlkreis Motherwell and Wishaw, konnte sich jedoch nicht gegen John Pentland von der Labour Party durchsetzen. Auf Grund des Wahlergebnisses zog sie aber über die Regionalwahlliste der SNP für die Wahlregion Central Scotland in das Parlament ein. Mit Stimmgewinnen errang Adamson bei den Wahlen 2016 das Direktmandat von Motherwell and Wishaw.